# خان كوزه غران
خان كوزه غران (بالفارسية: کاروانسرای کوزه گران) هو خان تاريخي يعود إلى عصر القاجاريون، ويقع في كرمان.